# Kau Lung Hang Shan
Kau Lung Hang Shan (kinesiska: 九龍坑山, 九龙坑山) är ett berg i Hongkong (Kina). Det ligger i den norra delen av Hongkong. Toppen på Kau Lung Hang Shan är 440 meter över havet, eller 251 meter över den omgivande terrängen. Bredden vid basen är 3,6 km.
Terrängen runt Kau Lung Hang Shan är huvudsakligen kuperad, men åt nordväst är den platt. Runt Kau Lung Hang Shan är det mycket tätbefolkat, med 2 521 invånare per kvadratkilometer. Närmaste större samhälle är Kowloon, 17,7 km söder om Kau Lung Hang Shan. I omgivningarna runt Kau Lung Hang Shan växer i huvudsak städsegrön lövskog.